# برمباخ
برمباخ (به آلمانی: Bermbach) یک شهر در آلمان است که در اشمالکالدن-ماینینگن واقع شده‌است. برمباخ ۵۸۵ نفر جمعیت دارد.